# Escaudes
Escaudes ist eine französische Gemeinde mit 167 Einwohnern (Stand: 1. Januar 2022) im Département Gironde in der Region Nouvelle-Aquitaine. Sie gehört zum Kanton Le Sud-Gironde und zum Arrondissement Langon. An der östlichen Gemeindegrenze verläuft der Fluss Ciron, im Süden sein Zufluss Thus.
Nachbargemeinden sind Bernos-Beaulac im Nordwesten, Cudos im Norden, Lerm-et-Musset im Osten, Giscos im Süden und Captieux im Westen.

## Bevölkerungsentwicklung
| Jahr      | 1962 | 1968 | 1975 | 1982 | 1990 | 1999 | 2005 | 2010 | 2015 |
| --------- | ---- | ---- | ---- | ---- | ---- | ---- | ---- | ---- | ---- |
| Einwohner | 267  | 230  | 197  | 175  | 172  | 167  | 143  | 150  | 155  |

## Sehenswürdigkeiten
- Kirche Notre-Dame

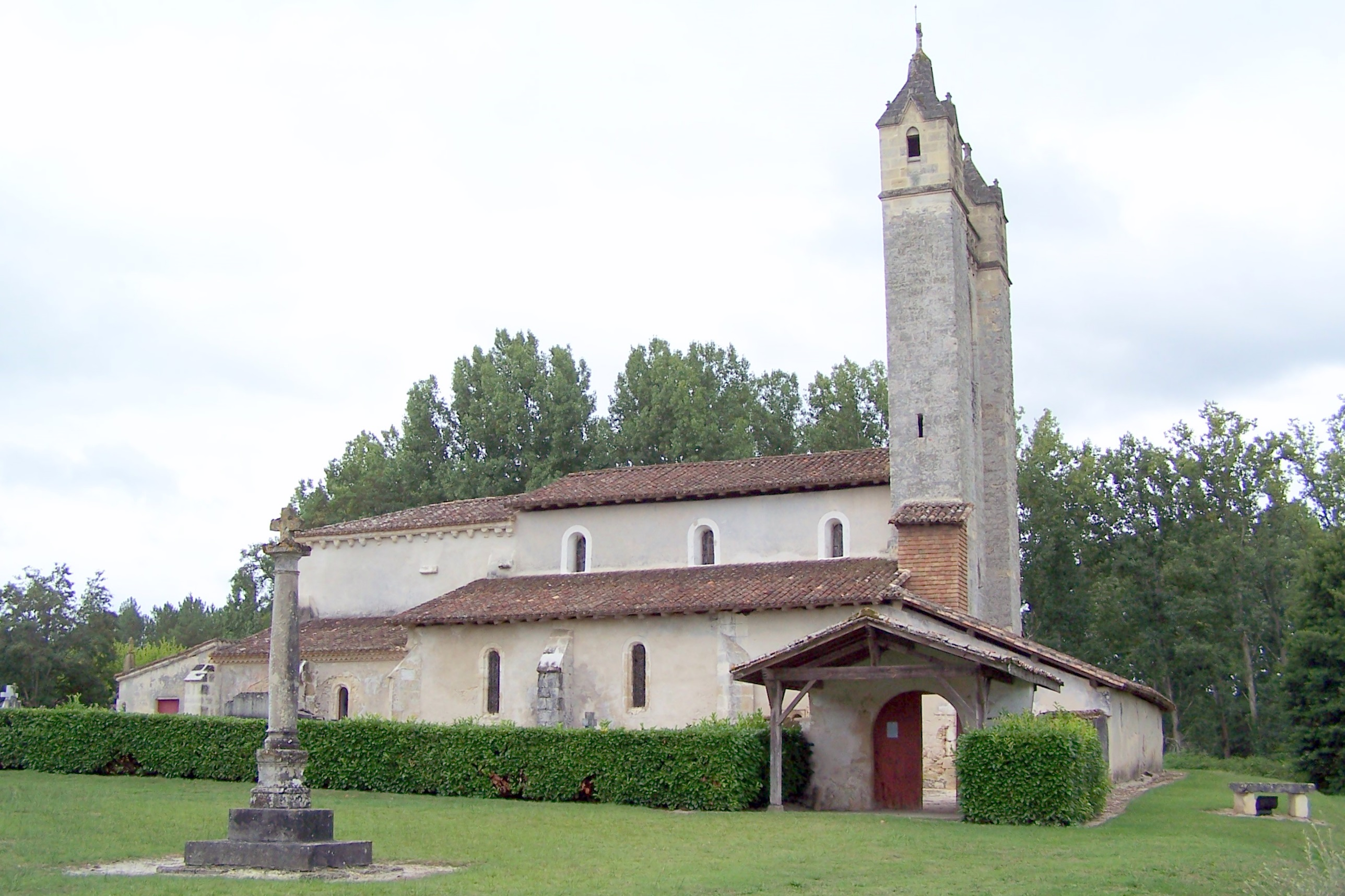
Kirche Notre-Dame

Siehe auch: Liste der Monuments historiques in Escaudes